# 오종식
오종식(吳宗植, 1906년 ∼ 1976년)은 한국의 언론인이다. 호는 석천(昔泉)이고 부산 태생이다.
서울신문 사장으로 영입되었다. 경향신문, 한국일보 등의 주필을 역임했다. 그는 한때 김진섭의 수필보다 김진섭의 인품을 높이 산다고 평하였다.